# Typ Herbrand (tramwaje w Karlsruhe)
Herbrand – typ dwuosiowego wagonu tramwajowego, wytwarzanego w latach 1899–1900. Tramwaje tego typu tworzyły wraz z wagonami Lindner pierwszą generację tramwajów w niemieckim mieście Karlsruhe. Oprócz odbieraka prądu wagony posiadały także akumulatory, które umożliwiały im kursowanie na odcinkach sieci nieposiadających przewodów trakcyjnych. Z powodu niewielkiej mocy silników wszystkie egzemplarze stopniowo wycofywano z eksploatacji od lat 30. XX wieku.

## Historia

### Zamówienie
Po tym, gdy przedsiębiorstwo AEG przejęło obsługę sieci tramwajów konnych w Karlsruhe, zapadła decyzja o zelektryfikowaniu systemu. Ponieważ Wyższa Szkoła Techniczna opowiedziała się przeciwko montażowi przewodów trakcyjnych w śródmieściu, firma AEG postanowiła wprowadzić do eksploatacji tramwaje wyposażone zarówno w akumulatory, jak i odbierak prądu. Przewody trakcyjne zawisły więc jedynie nad ulicami położonymi poza śródmieściem. W celu uruchomienia sieci tramwajów elektrycznych zamówiono w zakładach Herbrand 27 tramwajów silnikowych z akumulatorami oraz 10 wagonów doczepnych.

### Przebudowy
- 1903–1904 – demontaż akumulatorów.
- 1907–1910 – zabudowa platform.
- 1907–1910 – wymiana wyposażenia elektrycznego.
- 1913 – montaż odbieraków lirowych.
- 1933–1936 – montaż odbieraków nożycowych.

### Eksploatacja
Do czasu zdemontowania akumulatorów tramwaje Herbrand kursowały na ogół na śródmiejskich odcinkach sieci między Durlacher Tor, Mühlburger Tor, Moltkestraße i dworcem kolejowym. W późniejszym czasie wagony zaczęły obsługiwać linię do Durlachu, Mühlburga oraz portu.

### Koniec eksploatacji
Niewielka moc silników ograniczała możliwość eksploatacji składów złożonych z wagonu silnikowego oraz doczepnego, co skutkowało kierowaniem tramwajów tego typu do obsługi mniej obciążonych linii tramwajowych.
Po dostawach tramwajów typu Residenz oraz Spiegel, w 1932 r. rozpoczęto stopniowe wycofywanie wagonów ze służby liniowej. Ostatnie egzemplarze zakończyły kursowanie w 1969 r., jednak część z nich przebudowano w późniejszym na wagony techniczne.
Do dziś zachował się jeden wagon silnikowy o numerze taborowym 14. W 1977 r. przywrócono mu historyczny wygląd z 1913 r. Tramwaj jest sprawny, lecz rzadko wyjeżdża na ulice miasta.

## Galeria

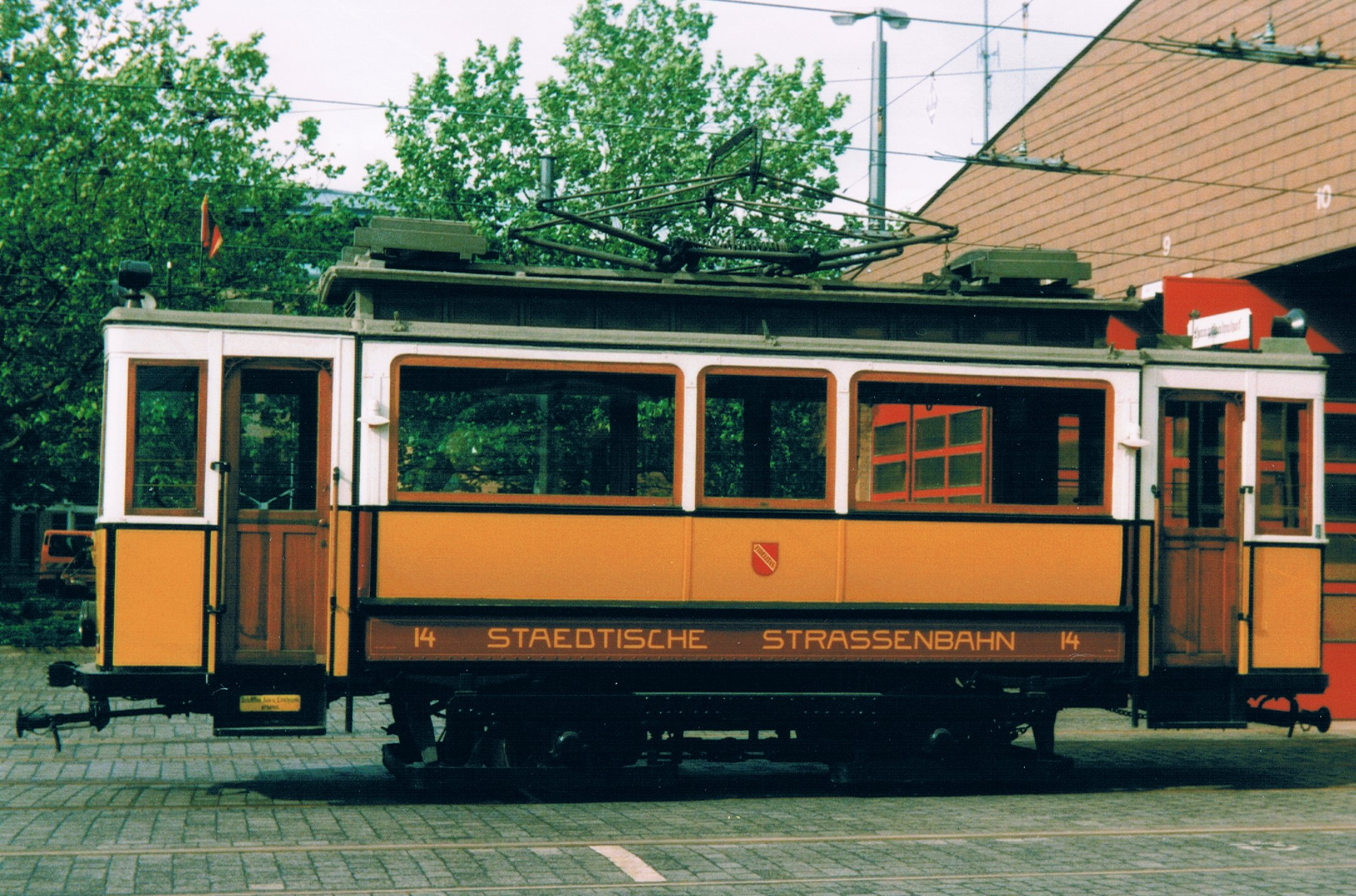
Widok na bok wagonu silnikowego nr 14, wyposażonego w pantograf nożycowy, 1999 r.
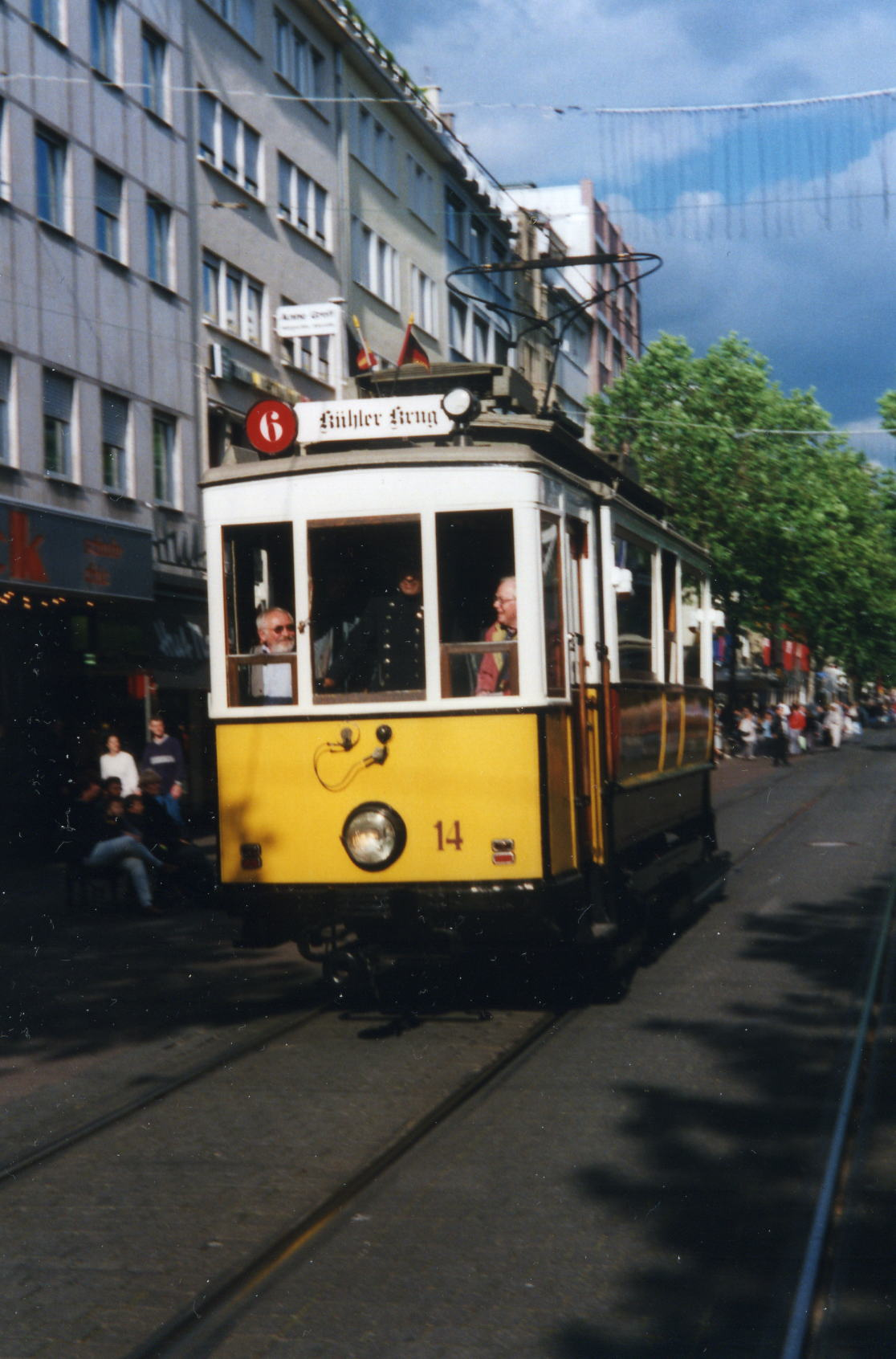
Wagon muzealny z pantografem lirowym na Kaiserstraße, 2000 r.
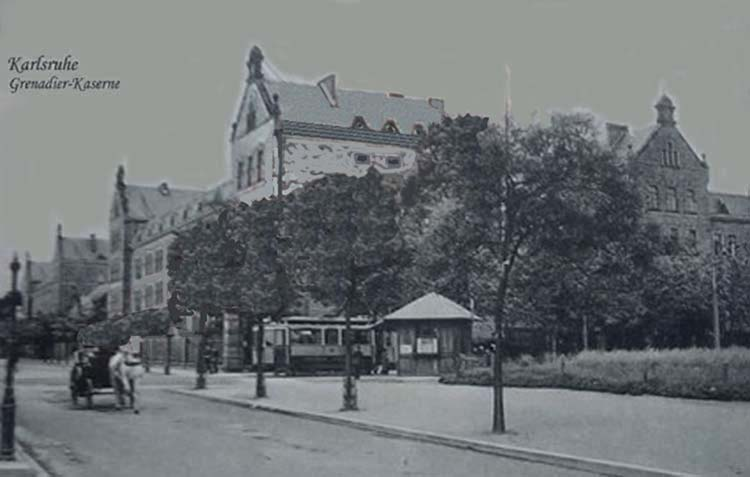
Tramwaj typu Herbrand na Moltkestraße, ok. 1907 r.